# Meervoudige intelligentie
De meervoudige-intelligentietheorie is in 1983 geïntroduceerd door de Amerikaanse psycholoog Howard Gardner. Er bestaat echter geen wetenschappelijke consensus dat de verschillende intelligenties daadwerkelijk bestaan.

## Intelligentie
Intelligentie betekent volgens Gardner: de bekwaamheid om te leren, om problemen op te lossen. Dit kan volgens hem op verschillende (dus meervoudige) manieren. Dit betekent dat men op sommige manieren intelligenter is dan op andere. Het idee dat er meerdere vormen van intelligentie bestaan is in het verleden ook door andere psychologen zoals Thurstone, Guilford, Cattell en Robert Sternberg verdedigd. Het is echter door Gardner het verst doorgevoerd, omdat hij ook niet-cognitieve vaardigheden zoals motorische handigheid en muzikaliteit rekent tot subvormen van intelligentie.

## Soorten intelligentie
De verschillende intelligenties volgens de theorie zijn:
- verbaal/linguïstische intelligentie (taalslim)
- logisch/mathematische intelligentie (rekenslim)
- visueel/ruimtelijke intelligentie (beeldslim)
- muzikaal/ritmische intelligentie (muziekslim)
- lichamelijke/kinesthetische intelligentie (beweegslim)
- interpersoonlijke intelligentie (samenslim)
- intrapersoonlijke intelligentie (zelfslim)
- natuurgerichte intelligentie (natuurslim)
- existentiële intelligentie (bestaanslim)
- morele intelligentie (moreelslim)[3]

## IQ-test
Als iemand laag op een IQ-test scoort, betekent dit volgens Gardner dus niet dat diegene niet intelligent is. Het betekent alleen dat de persoon niet verbaal/linguïstisch, logisch/mathematisch en/of visueel/ruimtelijk intelligent is. Op een van de andere manieren kan iemand dan wel erg intelligent zijn en zelfs heel succesvol worden. Mozart was volgens Gardner bijvoorbeeld muzikaal intelligent.
Gardner is van mening dat ieder mens een of meerdere dimensies heeft waarin men uitblinkt (en dus ook graag doet). De traditionele IQ-testen zouden te weinig rekening houden met deze dimensies.

## Meervoudige intelligentie in het onderwijs
In de Verenigde Staten wordt het begrip meervoudige intelligentie al langer gebruikt. Het begrip wordt veel gebruikt binnen het onderwijs met als doel onderwijs meer adaptief en gedifferentieerd te maken. In Nederland werkt men op een groot aantal scholen met dit concept. Er zijn zelfs scholen waarop de gehele werkwijze hierop gebaseerd is.
Gebruik in de onderwijspraktijk is volgens internationaal onderzoek echter onverstandig .

## Kritiek op de theorie van Gardner
Kritiek op de theorie van Gardner is dat er onvoldoende empirische aanknopingspunten zijn voor de door hem onderscheiden subvormen van intelligentie. Het algemene intelligentieconcept (factor G) en daaraan gekoppelde intelligentietests blijken toch het best te voldoen aan criteria als betrouwbaarheid en validiteit, ontleend aan de psychometrie. Zo blijkt algemene intelligentie gemeten met een IQ-test de beste voorspeller te zijn van schoolsucces. Vanuit meervoudige intelligentie gedacht is dit juist weer logisch omdat scholen vrijwel volledig gericht zijn op de eerste twee intelligenties (woordslim, rekenslim) waar ook de IQ-test op gericht is. Een ander punt van kritiek is dat Gardner het begrip intelligentie zou verwarren met het begrip vaardigheid (Engels: ability). Veel wetenschappelijke onderzoekers zijn het erover eens dat meervoudige intelligentie niet op feiten gebaseerd is of zelfs een voorbeeld is van pseudo-wetenschap.
De reden waarom de theorie zo populair is geworden, ligt volgens wetenschappers in het feit dat er schijnbaar tegemoet kan worden gekomen aan de verschillen die er tussen kinderen bestaan. Het is echter een verwrongen beeld van differentiatie om te ontkennen dat het ene kind intelligenter is dan het andere. Dit kan namelijk aanleiding geven tot het stellen van lagere verwachtingen aan de leerlingen op cognitief gebied, waardoor de leerprestaties dalen. Anderzijds krijgen kinderen die goed scoren op vaardigheden buiten enkel cognitieve vaardigheden een beter zelfbeeld, door beoordeeld te worden vanuit de visie van Gardner.
Doordat de intelligenties van Gardner niet meetbaar zijn, bestaat ook het risico dat leerlingen verkeerd gelabeld worden, wat ongunstig kan zijn voor hun leerproces en ontwikkeling.

## Verder lezen
- Gardner, Howard. (1983) "Frames of Mind: The Theory of Multiple Intelligences." New York: Basic Books.
- Gardner, Howard. (1993) "Multiple Intelligences: The Theory In Practice." New York: Basic Books.